# Ceres Futebol Clube

El Ceres Futebol Clube, más conocido como Ceres, es un club de fútbol brasileño, de la ciudad de Río de Janeiro.

## Palmarés
Campeonato Carioca Tercera División: 1990
Campeonato Carioca Cuarta División: 2019